# Middoge

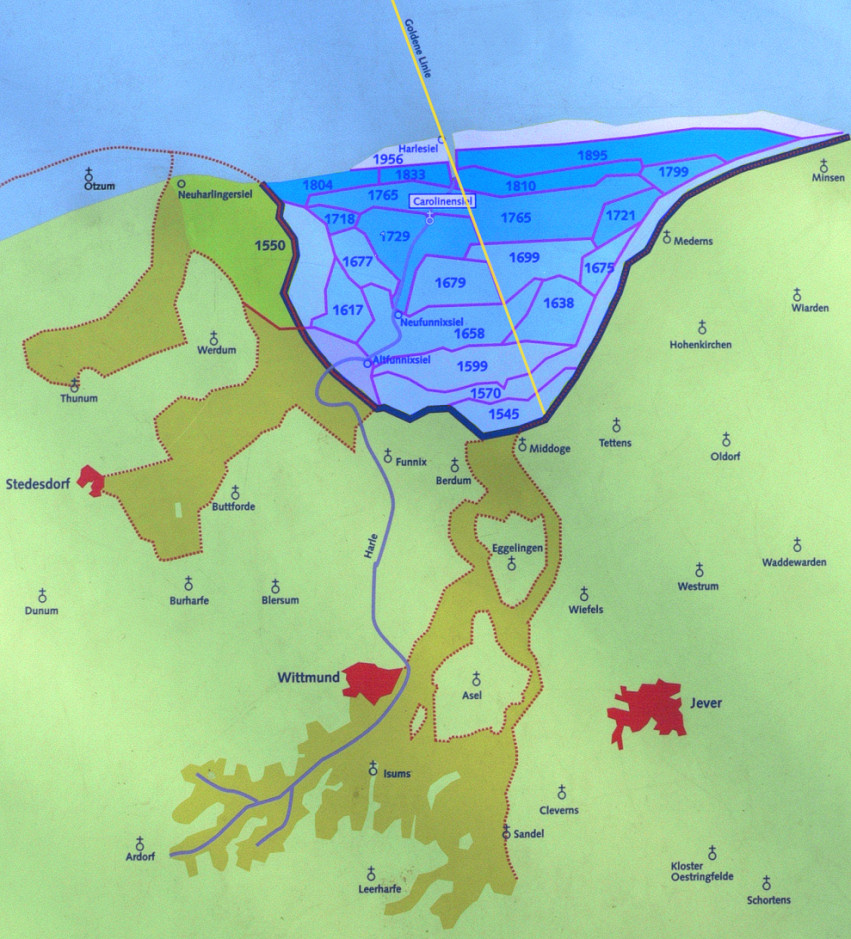
Middoge am Rande der früheren Harlebucht (blau)

Middoge ist ein Ortsteil der Gemeinde Wangerland im Landkreis Friesland im nördlichen Niedersachsen.

## Geografie

### Geografische Lage
Das Wurtendorf Middoge liegt im so genannten Jeverland, im Westteil der Gemeinde Wangerland östlich der „Goldenen Linie“. Diese entstand im 17. Jahrhundert als Grenze zwischen dem Fürstentum Ostfriesland und der Grafschaft Oldenburg. Heute ist sie Grenzlinie zwischen den Landkreisen Wittmund und Friesland. Die Nordseeküste ist von der Siedlung Middoge 9 Kilometer in nördlicher Richtung entfernt. Die Gemarkung Middoge, in deren südlichen Teil der Hauptort Middoge liegt, zieht sich als schmaler Streifen östlich der Goldenen Linie bis fast an die Nordseeküste. Dadurch gehört der Ostteil des Mündungsbereichs der Harle mit dem Ostteil des Außenhafens Harlesiel und dem Flugplatz Harle zur Gemarkung Middoge.
Middoge liegt 20 Kilometer nordwestlich von Wilhelmshaven und 7 Kilometer nördlich von Jever.

### Gliederung der Gemarkung Middoge
Zur Gemarkung Middoge gehören neben dem Hauptort auch die Kleinsiedlungen bzw. Gehöfte Schönhörne, Haus Middoge, Christianshof, Middoger Mühle, Kleine Häuser, Klein Münchhausen, Münchhausen, Westergarms, Mittelgarms, Kleinenroden, Sophiengrodendeich, Bahnhof Carolinensiel, Goldene Linie, Kaperei II, Neu Augustengroden und Elisbethgroden (von Süd nach Nord aufgezählt).

### Verkehr
Die Bundesstraße 461, die von Wittmund nach Harlesiel an die Nordsee führt, verläuft in 3 Kilometer Entfernung westlich. In der nordwestlichen Gemarkung Middoge befindet sich der Flugplatz Harle, der von Flugzeugen der FLN Frisia-Luftverkehr zum Verkehrslandeplatz Wangerooge angeflogen wird. Aufgrund der Lage östlich der Goldenen Linie befindet sich dieser auf dem Gebiet der Gemeinde Wangerland, Gemarkung Middoge. Zu dieser gehört ebenfalls der Ostteil des Hafens Harlesiel, von dem der Fährverkehr der DB Fernverkehr zur Insel Wangerooge abgewickelt wird. Zu diesem führte zwischen 1888 und 1990 die Bahnstrecke Jever–Harle. Aufgrund einstigen historischen Zugehörigkeit der heutigen Gemeinde Wangerland und der Insel Wangerooge zur Grafschaft Oldenburg befand sich diese östlich der Goldenen Linie, wodurch sich die ehemaligen Bahnhöfe Carolinensiel und Hafen Harle in der Gemarkung Middoge (heutiger Landkreis Friesland) befinden und somit nicht zur Gemarkung Carolinensiel (heutiger Landkreis Wittmund) gehören.

## Geschichte

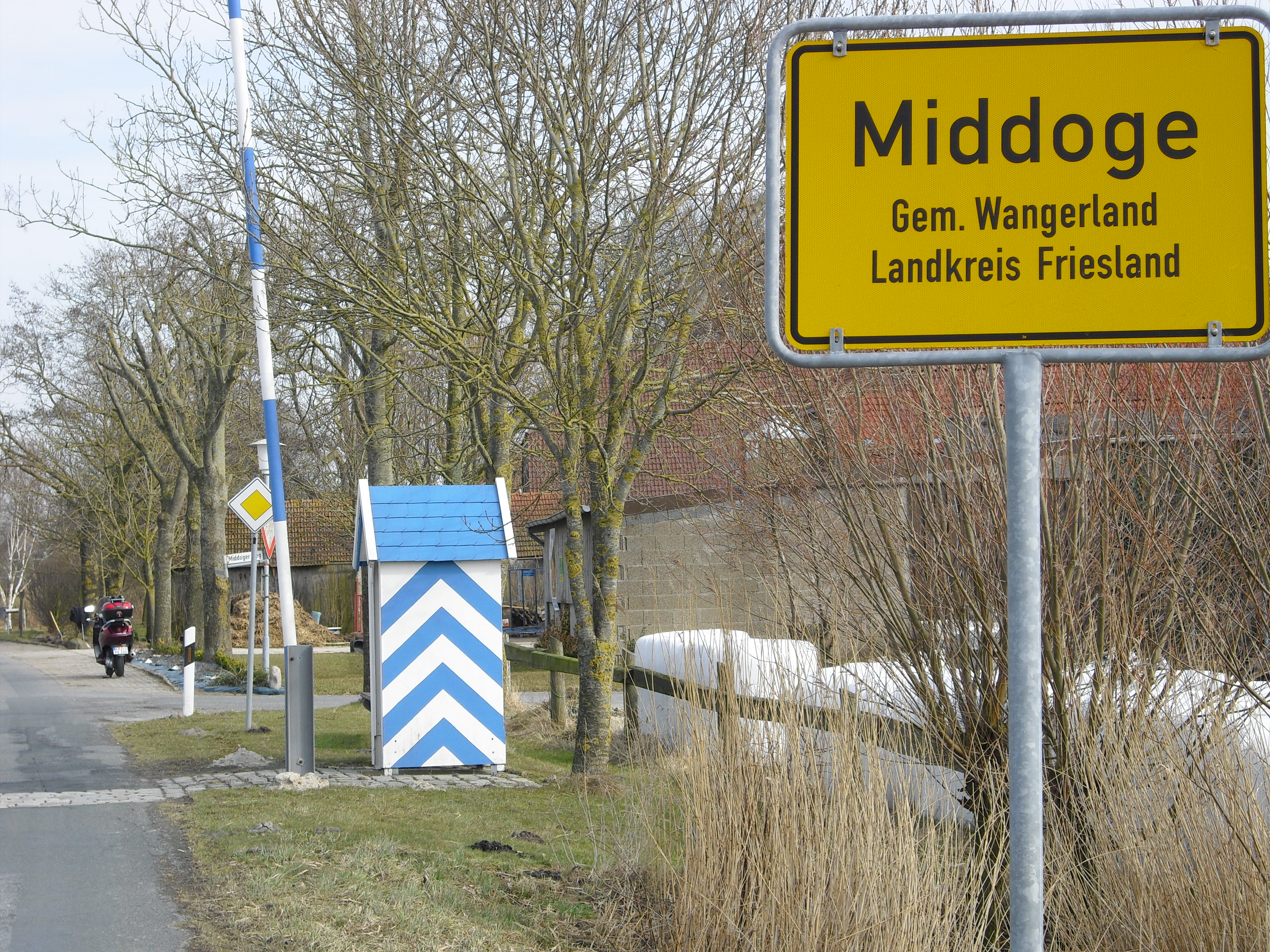
Ostfriesisch-friesländischer „Grenzübergang“ Middoge

Die Besiedlung von Middoge ist eng mit der Eindeichung der alten Harlebucht verbunden. Wie auch einige ostfriesische Inseln führt der Ort die Bezeichnung „oge“ (Auge) in seinem Ortsnamen mit der lokalen Spezifikation „Midd“ (Mitte). Der Name Middoge (mittlere Insel) bezog sich somit auf seine inselähnliche Lage in der ehemaligen Harlebucht. Middoge liegt im Bereich der „Goldenen Linie“. Sie entstand im 17. Jahrhundert als Grenze zwischen dem Fürstentum Ostfriesland und der Grafschaft Oldenburg. Heute trennt sie die beiden Landkreise Wittmund und Friesland.
Middoge war Sitz einer Häuptlingsfamilie, die hier eine Burg besaßen.

## Sehenswürdigkeiten

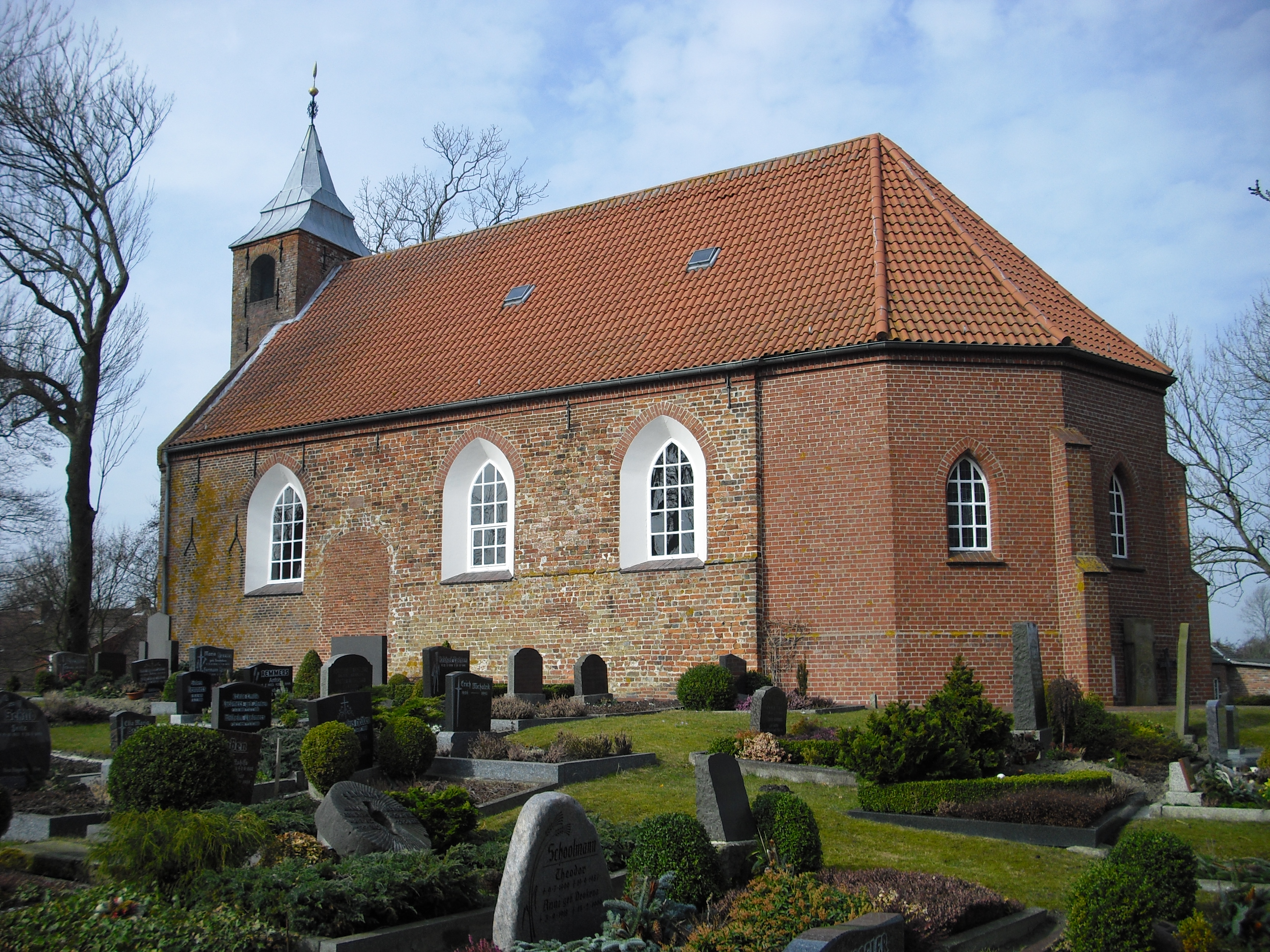
Evangelisch-lutherische Kirche Middoge
Die ev.-luth. Kirche ist ein kleiner einschiffiger Backsteinbau, der aus dem späten 15. Jahrhundert stammt. Westwand und Westturm stammen aus der Zeit um 1800. Der Chorschluss wurde 1912 außen erneuert. Die Kirchengemeinde gehörte im 15. Jahrhundert zum Bistum Bremen und war der Sendkirche in Hohenkirchen unterstellt. Auf dem Friedhof befindet sich eine reich geschmückte Grabstele aus dem Jahr 1708.
Erlebnismuseum Phänomania

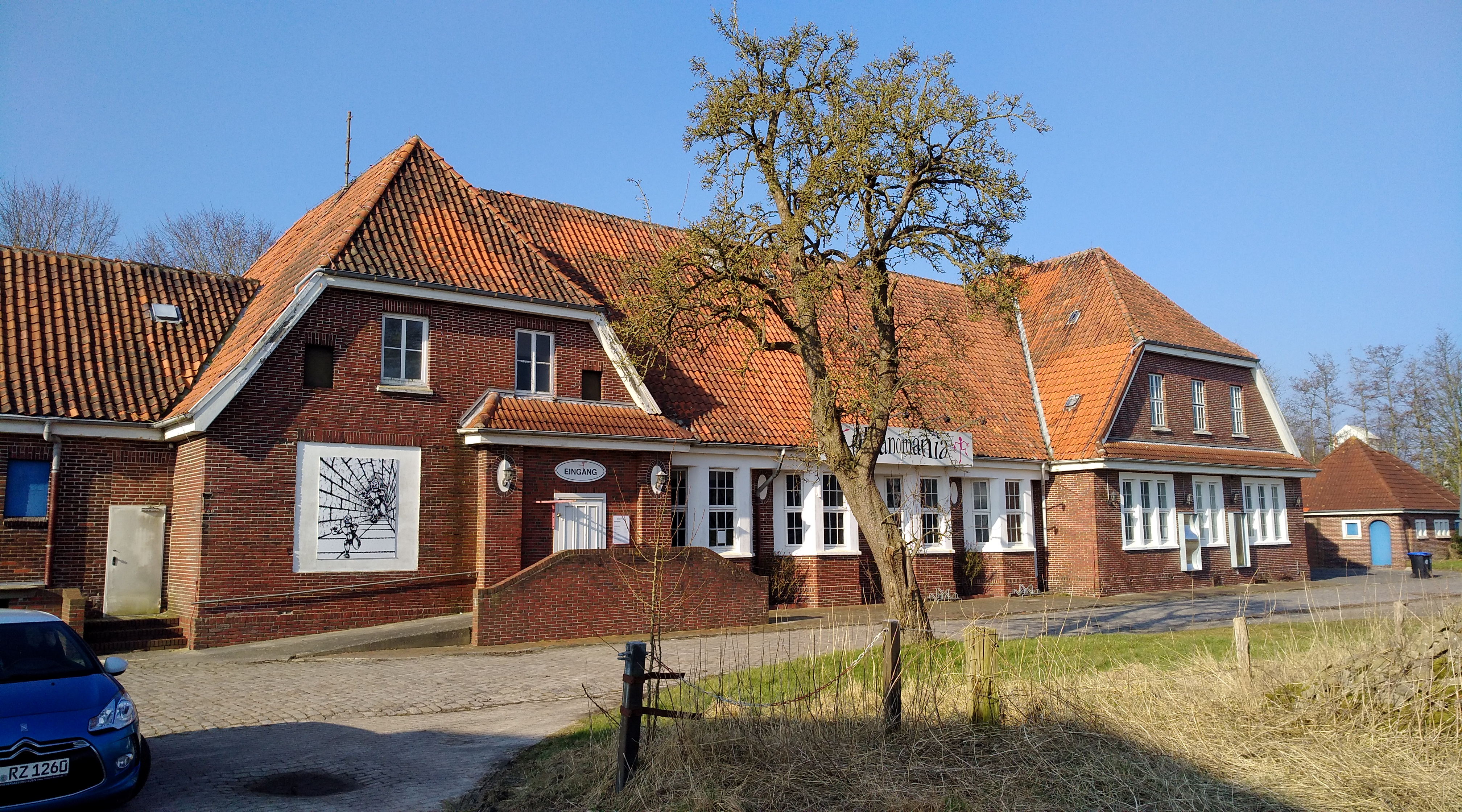
Erlebnismuseum Phänomania im neuen Empfangsgebäude des ehemaligen Bahnhofs Carolinensiel

Seit 2008 gibt es an der Gemarkungsgrenze zu Carolinensiel das wissenschaftliche Erlebnismuseum Phänomania. Es befindet sich im Empfangsgebäude des ehemaligen Bahnhofs Carolinensiel und bietet etwa 80 verschiedene Experimente zum Selber-Ausprobieren. Der Bahnhof wurde 1909 erbaut und ist bis 1987 genutzt worden. Das Gebäude gehört zu den wenigen unter Denkmalschutz stehenden Bahnhofsgebäuden in Ostfriesland. Aufgrund seiner Lage östlich der Goldenen Linie, einer historischen Herrschafts- und heutigen Landkreisgrenze, befindet er sich in der Gemarkung Middoge der Gemeinde Wangerland.

## Söhne und Töchter der Ortschaft
- Rudolf Christians (1869–1921), Schauspieler und Theaterleiter[6]
- Ulrich Jasper Seetzen (1767 – 1811), Arzt, Forschungsreisender, Orientalist